# Lunda-annalerna
Lunda-annalerna, Annales Lundenses, är en handskrift skriven i Lund runt år 1265. Texten följer i huvudsak Adam av Bremen, ofta med samma ord. Chronicon Lethrense förknippas ofta med Lunda-annalerna, och ingår numera däri, men är troligen från början ett självständigt verk. I Lunda-annalerna omtalas bland annat slaget vid Gestilren, som Bellum Giestilsren/Gyestilren.